# Johannes Baltzer (Architekt)

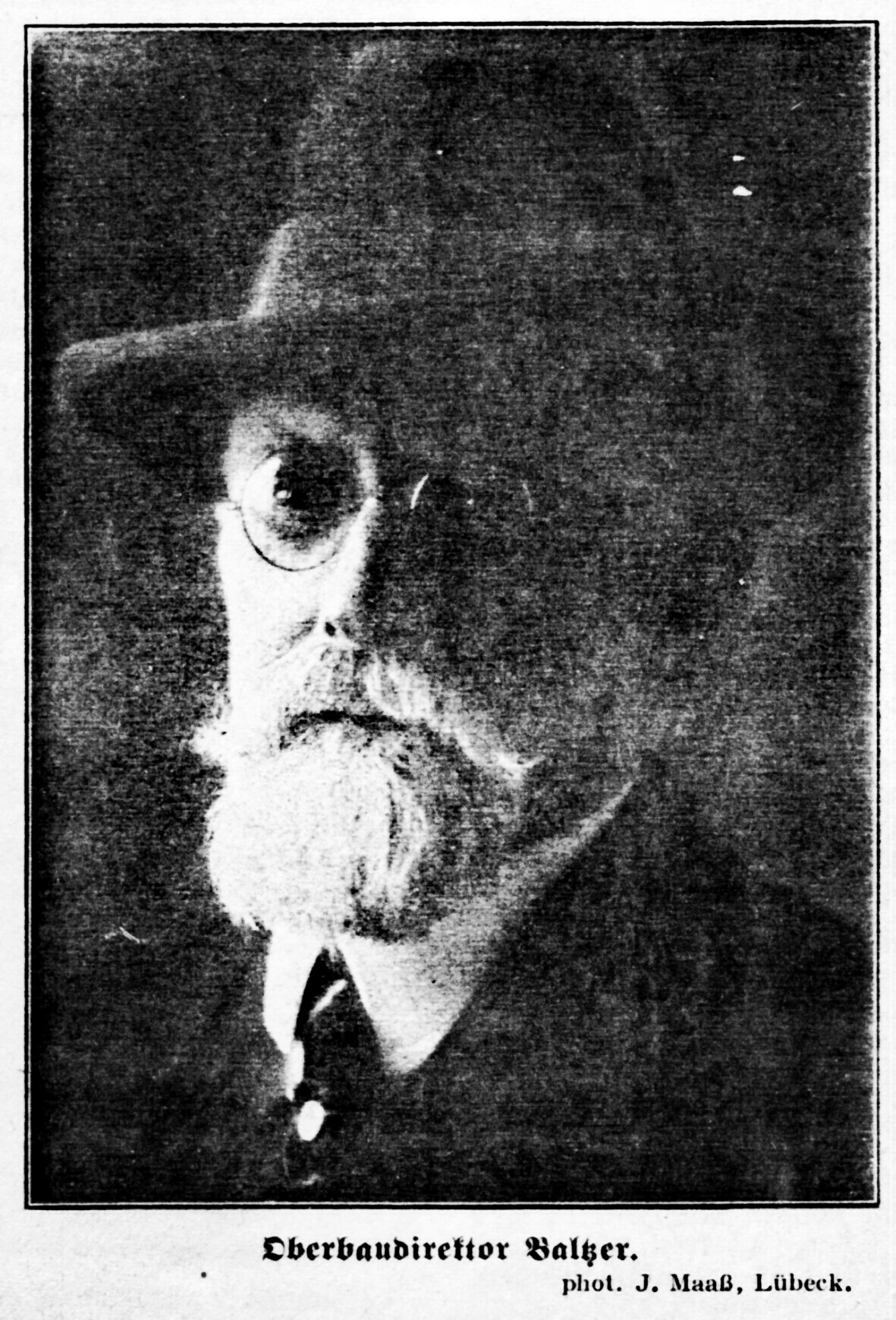
Johannes Baltzer

Johannes Richard Baltzer (* 4. Dezember 1862 in Bielefeld; † 25. Juni 1940 in Lübeck) war ein deutscher Architekt, Stadtplaner, Baubeamter und Denkmalpfleger in Lübeck. Er entwarf dort in den Jahren nach 1900 eine Vielzahl von öffentlichen Gebäuden.

## Leben
Nach seinem Studium war Baltzer jeweils kurze Zeit in Berlin, Bartenstein, Osnabrück und Plön tätig. Aus Plön kommend, wo er als Regierungsbaumeister den Neubau des Gymnasiums leitete, trat er am 1. Juli 1898 als Bauinspektor in den Lübeckischen Staatsdienst. Dort beeinflusste er über drei Jahrzehnte hindurch das Hochbauwesen der Stadt und ländlichen Bezirke maßgeblich. In jener Stellung führte er zunächst mehrere Bauten aus und formte diese architektonisch gründlich bis in Detail aus. Zu diesen gehörten unter anderem auf dem Kaisertor die Navigationsschule, die spätere Seefahrtschule Lübeck, die Marli-Kasernen, die IV. und V. St.-Lorenz-Schule und das Warmbadehaus in Travemünde.
Baltzer folgte dem 1903 nach Frankfurt am Main gegangenen Baudirektor Schaumann nach und trat damit an die Spitze des sich gerade damals lebhaft entwickelnden Hochbauwesens. Diesem sollte sich später noch die Oberleitung des Tief- und Gartenbauwesens hinzugesellen.
Im Bewusstsein der Aufgaben eines Leitenden Beamten beschränkte er sich fortan auf seine Beeinflussung im großen und die Einzelbearbeitung überließ er den von ihm ausgewählten jüngeren Mitarbeitern – Max Meyer, Mühlenpfordt und Virck. Da Baltzer jedoch stets an allen wesentlichen Punkten mitwirkte, standen alle in seinen Jahren errichteten Staatsbauten in einem ungewöhnlich hohen künstlerischem Rang. Sein Stil ist als eine Mischung aus Heimatschutzarchitektur mit Jugendstilelementen beschrieben worden. Exemplarisch seien von diesen hervorgehoben: Die Ernestinenschule (1904), das Johanneum (1906), die Doppelschule in St. Gertrud (1905), das Offizierkasino (1906), Hauptfeuerwache (1906), die Heilanstalt Strecknitz, Verwaltungsgebäude in Travemünde, Kirche und Schule in Kücknitz, Erweiterung der Stadtbibliothek (1927), Ausstellungshalle am Holstentor, Seegrenz-Schlachthof usw.
Das Lübeckische Bauwesen wurde durch Baltzer in besonderer Weise gefördert, weil er für Bauten an besonderer Stelle, wie zum Beispiel den Burgtorzingel, das Theater, das Volkshaus, die Holstenbrücke oder die St.-Gertrud-Kirche, Wettbewerbe durchsetzte und dafür sorgte, dass außer den einheimischen Architekten in erster Linie solche von auswärts hinzugezogen wurden, die in Lübeck groß geworden waren.
Bei der Fülle an altem Kunstbesitz lagen ihm natürlich auch die Aufgaben der Denkmalpflege am Herzen. Ihm verdankte Lübeck eine vorbildliche Organisation der Denkmalpflege auf Grund eines Denkmalschutzgesetzes (1915), das ihm als Pfleger bestimmenden Einfluss verschaffte. Unter seiner Mitwirkung entstanden unter anderem das Schabbelhaus und der Umbau des St.-Annen-Klosters zu einem Museum, der Umbau des Wollmagazins, der Umbau der Kirche in Nusse oder die Wiederherstellung der Ostfront des Lübecker Rathauses. Auf der Versammlung der Gesellschaft zur Beförderung gemeinnütziger Tätigkeit am 9. November 1915 wurde die Verleihung der Silbernen Denkmünze an Hans Schaefer, Rudolf Struck und ihn anlässlich der Eröffnung des Kulturhistorischen Museums nachträglich genehmigt.
Auf dem Gebiet des Städtebaus arbeitete er an Bebauungsplänen aller Siedlungen, auch an Spielplätzen, der Freilichtbühne, dem Schrangen-Projekt, Friedhofsanlagen sowie der Organisation des Wohnungsbaus; seine letzte Arbeit als Oberbaudirektor war der „Generalsiedlungsplan 1928“.
Am 1. August 1929 wurde der seit 1927 als Oberbaurat in der Hansestadt tätige Hans Pieper Baltzers Nachfolger.
In Lübeck war zunächst ein Platz in der Siedlung Dornbreite, Siedlungsgebiet des Jahres 1932, bis ca. Mitte der 1970er Jahre nach Johannes Baltzer benannt, der zwischenzeitlich entwidmet und mit Mehrfamilienhäusern bebaut wurde. Neuerdings heißt eine Straße im Hochschulstadtteil nach ihm.

Werke (Auswahl)
Navigationsschule
Warmbadeanstalt in Travemünde
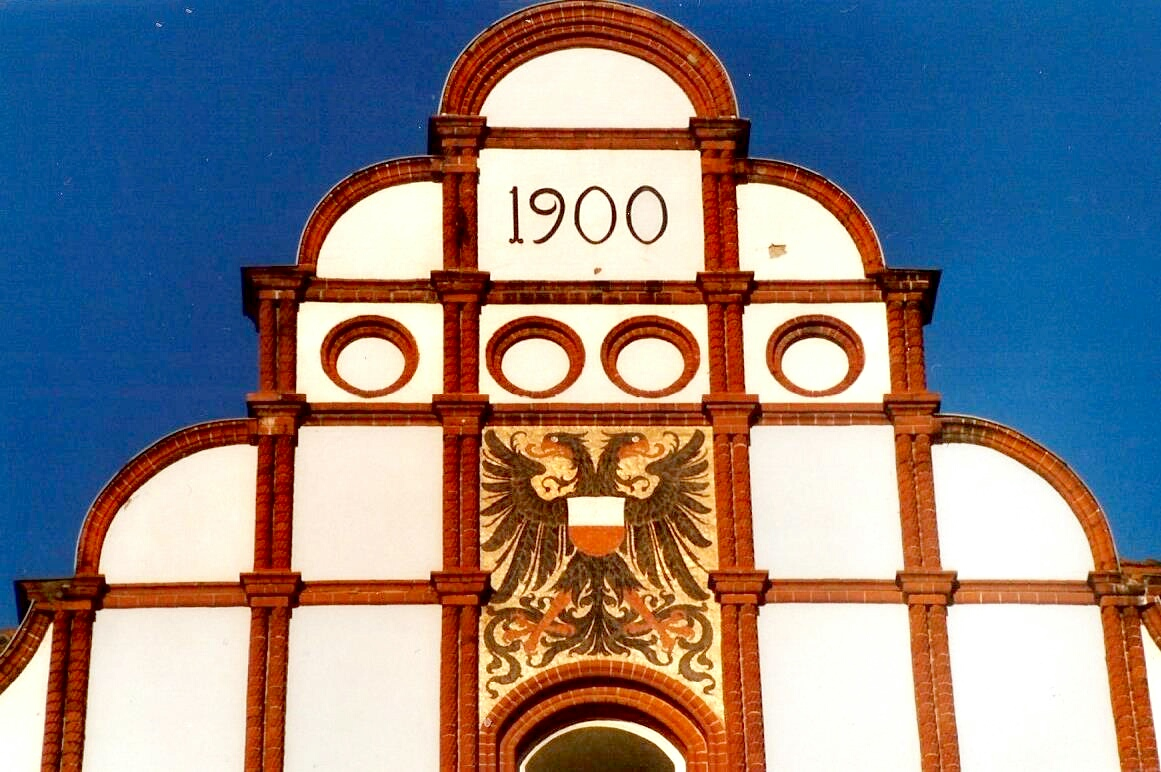
V. St. Lorenzschule
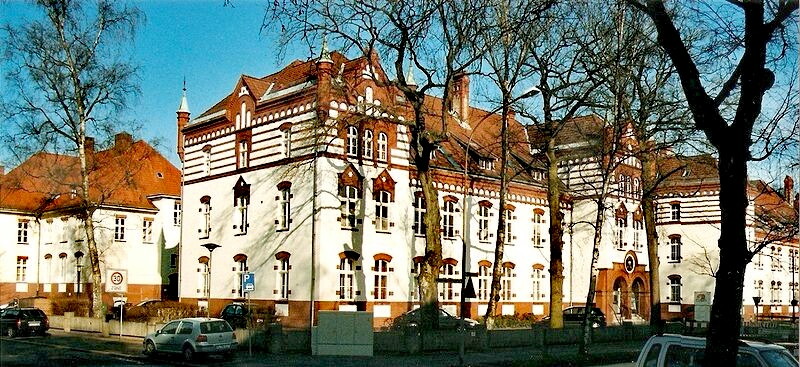
Marli-Kasernen
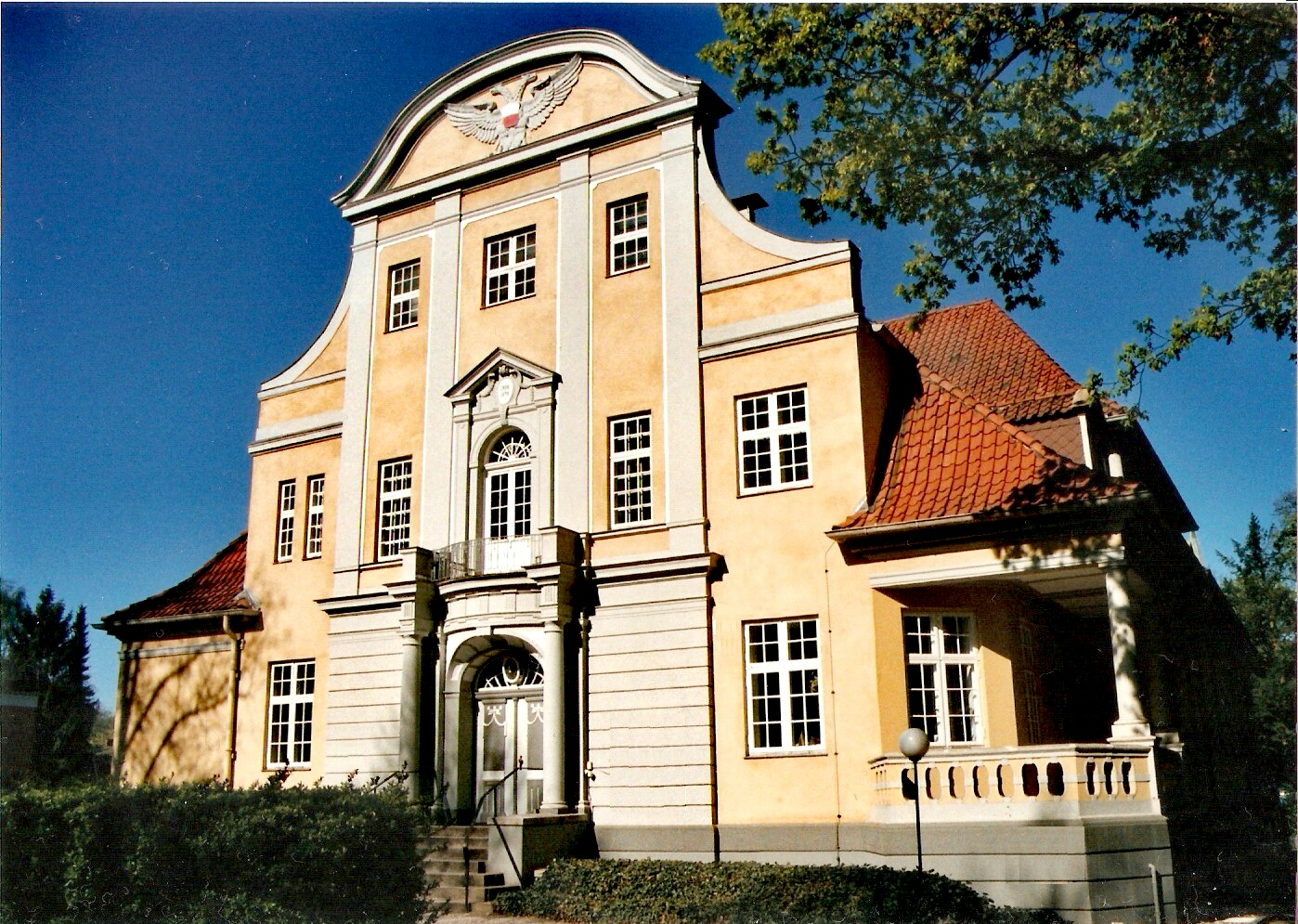
Offizierskasino
Ernestinenschule
Johanneum
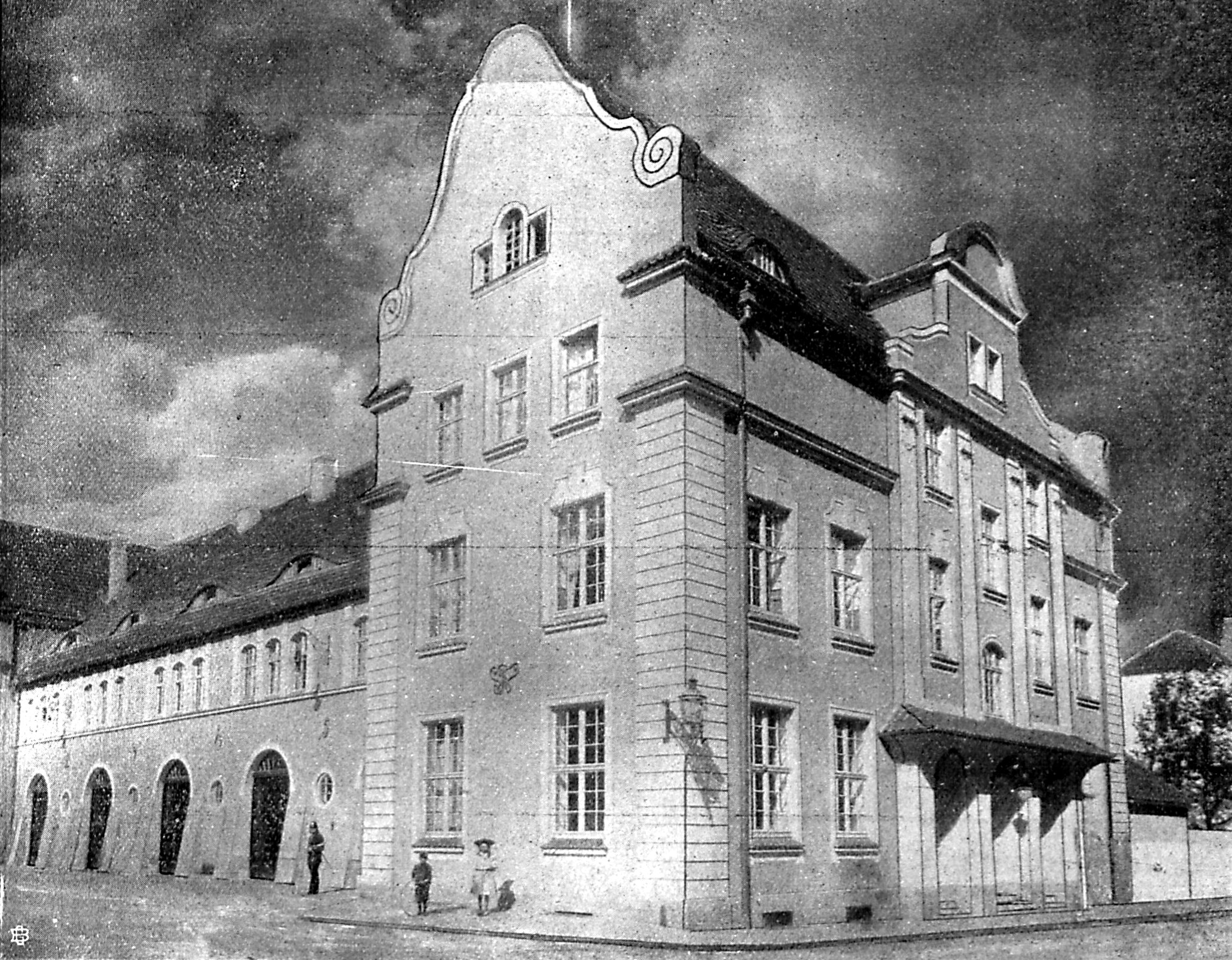
Hauptfeuerwache
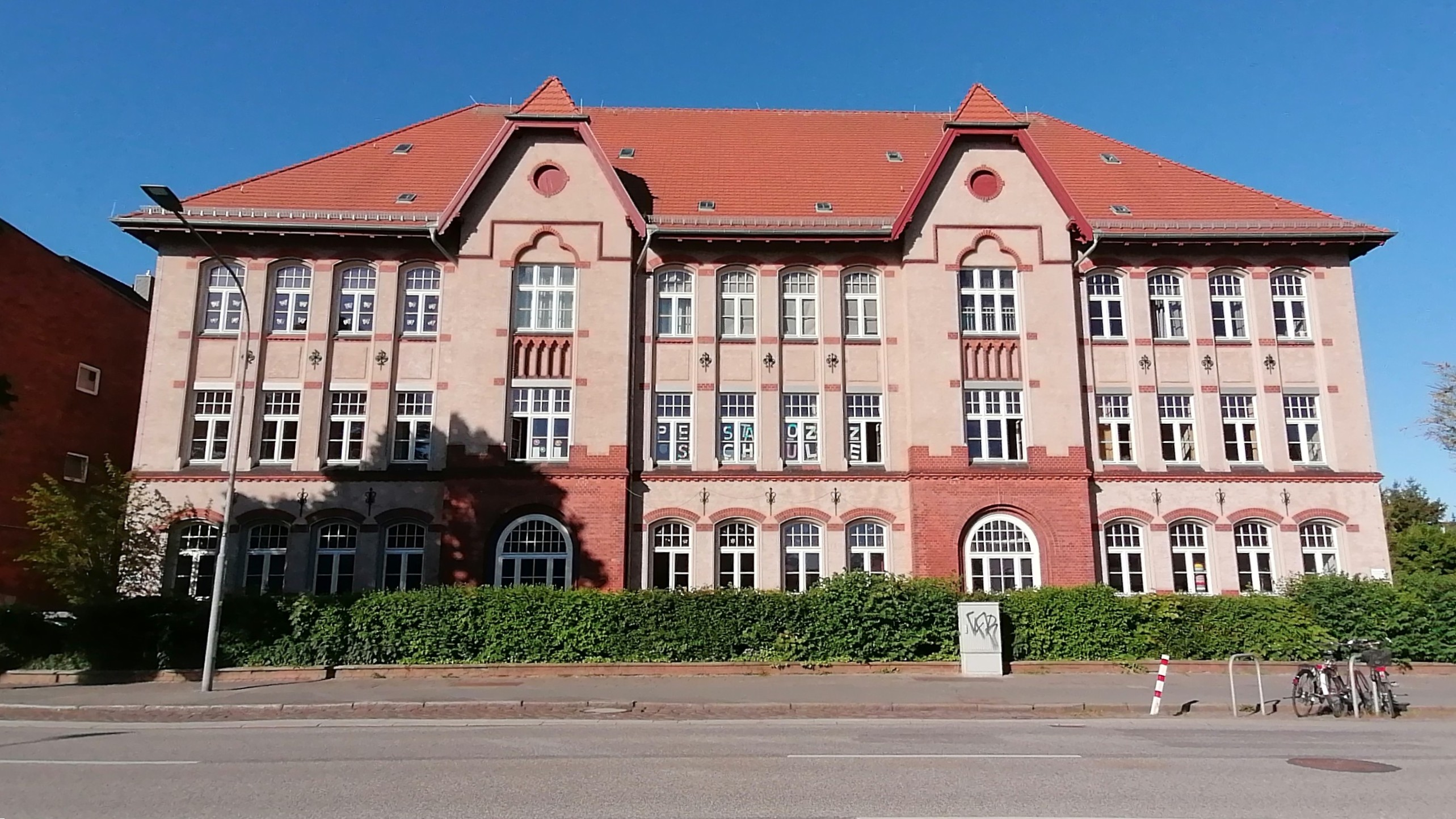
IV. St. Lorenzschule

## Schriften
- Die Bau- und Kunstdenkmäler der Hansestadt Lübeck. Band 3, Teil 1: Die Kirche zu Alt-Lübeck; Der Dom. Lübeck 1919
- Die Bau- und Kunstdenkmäler der Hansestadt Lübeck. Band 3, Teil 2: Jakobikirche; Ägidienkirche. Lübeck 1919
- Die Bau- und Kunstdenkmäler der Freien und Hansestadt Lübeck. Band 4: Die Klöster [u. a.] Nöhring, Lübeck 1928. Unveränderter Nachdruck: 2001.